# إبريستريد
إبريستريد (INN، USAN، BAN، JAN) (الأسماء التجارية إيبوليت، تشوانليو؛ أسماء رمز التنمية السابقة ONO-9302، SKF-105,657) هو مثبط 5α-ريدوكتاز الستيرويد التي تم تسويقها في الصين منذ عام 2000 لعلاج البروستاتا الحميد فرط التنسج (BPH). وهو مثبط انتقائي أو انتقالي أو غير تنافسي أو غير قادر على المنافسة ولا رجعة فيه من 5α-ريدوكتاس، وهو محدد لنوع إسوفورم من الانزيم على نحو مماثل ل فيناسترايد وتوروستريد. وكان إبريستريد قيد التطوير لعلاج الحمى القلاعية، وثعلبة أندروجيني (نمط فقدان الشعر)، وحب الشباب الشائع من قبل سميثكلين بيتشام (الآن غلاكسوسميثكلين) في 1990s، وصلت المرحلة الثالثة التجارب السريرية في الولايات المتحدة والمملكة المتحدة واليابان، ولكن في نهاية المطاف لم يتم تسويقها في هذه البلدان، وتم تطويرها وعرضها لعلاج بف من قبل أونو الدوائية في الصين بدلا من ذلك.
إبريستريد فريد من نوعه في آلية عملها بالنسبة إلى فيناسترايد ودوتاستيريدي في أنه يربط لا رجعة فيه إلى 5α-ريدوكتاس ويؤدي إلى تشكيل مجمع غير منتجة من انزيم 5α-ريدوكتاس، التستوستيرون الركيزة، والناشط المساعد نادف. لهذا السبب، يتم القبض على هرمون التستوستيرون في فخ، وتكهن في البداية أن الزيادة المتبادلة في مستويات إنترابروستاتيك التستوستيرون ينظر مع فيناستريد ودوتاستيريدي لا ينبغي أن يحدث مع إبريستريد. ومع ذلك، لم تدعم البيانات السريرية اللاحقة هذه الفرضية. وعلاوة على ذلك، على الرغم من أن إبريستريد هو مثبط قوي جدا من نوع 5α-ريدوكتاس الثاني (0.18-2 نانومتر)، فقد وجد للحد من مستويات تعميم ديهدروتستوسترون (دت) بنسبة 25 إلى 54٪ فقط بعد 8 أيام من العلاج على مدى جرعة من 0.4 إلى 160 ملغ / يوم. لهذا السبب، بالنسبة إلى مثبطات 5α-ريدوكتاز الأخرى مثل فيناسترايد ودوتاستيريدي، فإن درجة قمع دهت مع إبريستريد تقل عن ذلك المرغوب فيه للحصول على فائدة سريرية كاملة.